# Tensiune Reynolds
În dinamica fluidelor și teoria turbulenței o tensiune Reynolds este o componentă a tensorului de tensiune totală⁠(d) dintr-un fluid obținută prin operația de mediere a ecuațiilor Navier–Stokes pentru a explica fluctuațiile turbulente ale impulsului fluidului.

## Definiție
Vitezele din câmpul de viteze al unei curgeri pot fi descompuse într-o parte medie și o parte fluctuantă folosind descompunerea Reynolds:
{\displaystyle u_{i}={\overline {u_{i}}}+u_{i}'}
unde {\displaystyle \mathbf {u} (\mathbf {x} ,t)} este vectorul vitezei de curgere având componentele {\displaystyle u_{i}} în direcția coordonatelor {\displaystyle x_{i}} (unde {\displaystyle x_{i}} sunt componentele vectorului de coordonate {\displaystyle \mathbf {x} }). Vitezele medii {\displaystyle {\overline {u_{i}}}} sunt determinate fie prin mediere temporală, fie prin mediere spațială sau mediere de ansamblu, în funcție de curgerea studiată. În plus, {\displaystyle u'_{i}} reprezintă partea fluctuantă (turbulentă) a vitezei.
Fie un fluid omogen, a cărui densitate, ρ, este considerată constantă. Pentru un astfel de fluid, componentele τ'ij ale tensorului tensiunilor Reynolds sunt definite ca:
{\displaystyle \tau '_{ij}\equiv \rho \,{\overline {u'_{i}\,u'_{j}}}}
O altă definiție utilizată adesea a componentelor tensiunii Reynolds pentru densitate constantă este:
{\displaystyle \tau ''_{ij}\equiv {\overline {u'_{i}\,u'_{j}}}}
care are dimensiunile vitezei la pătrat, în loc de tensiune.

## Medierea și tensiunile Reynolds
Pentru componentele vectorului cartezian se utilizează notația cu indici. Pentru simplitate, fie o curgere incompresibilă. Notând cu {\displaystyle u_{i}} viteza fluidului în funcție de poziție și timp, cu {\displaystyle {\overline {u_{i}}}} viteza medie a fluidului, iar cu {\displaystyle u'_{i}} fluctuația vitezei, rezultă:
{\displaystyle u_{i}={\overline {u_{i}}}+u'_{i}}
Regulile convenționale de mediere de ansamblu sunt: 
{\displaystyle {\begin{aligned}{\overline {\bar {a}}}&={\bar {a}},\\{\overline {a+b}}&={\bar {a}}+{\bar {b}},\\{\overline {a{\bar {b}}}}&={\bar {a}}{\bar {b}}.\end{aligned}}}
Se separă termenii din ecuațiile lui Euler sau ecuațiile Navier–Stokes într-o parte medie și o parte fluctuantă. Se constată că, după medierea ecuațiilor fluidelor, apare o tensiune în partea dreaptă de forma {\displaystyle \rho {\overline {u'_{i}u'_{j}}}}. Aceasta este tensiunea Reynolds, scrisă convențional {\displaystyle R_{ij}}:
{\displaystyle R_{ij}\ \equiv \ \rho {\overline {u'_{i}u'_{j}}}}
Divergența acestei tensiuni este densitatea forței fluidului din cauza fluctuațiilor turbulente.

## Ecuațiile Navier–Stokes mediate Reynolds
De exemplu, pentru un fluid newtonian incompresibil, viscos, ecuațiile de continuitate și de impuls – ecuațiile Navier-Stokes pentru fluide incompresibile – pot fi scrise (într-o formă neconservativă) ca:
{\displaystyle {\frac {\partial u_{i}}{\partial x_{i}}}=0}
și
{\displaystyle \rho {\frac {Du_{i}}{Dt}}=-{\frac {\partial p}{\partial x_{i}}}+\mu \left({\frac {\partial ^{2}u_{i}}{\partial x_{j}\partial x_{j}}}\right)}
unde {\displaystyle D/Dt} este derivata materială⁠(d) (derivata substanțială):
{\displaystyle {\frac {D}{Dt}}={\frac {\partial }{\partial t}}+u_{j}{\frac {\partial }{\partial x_{j}}}}
Definind variabilele de curgere de mai sus cu o componentă mediată în timp și o componentă fluctuantă, ecuațiile de continuitate și impuls devin:
{\displaystyle {\frac {\partial \left({\overline {u_{i}}}+u_{i}'\right)}{\partial x_{i}}}=0}
și
{\displaystyle \rho \left[{\frac {\partial \left({\overline {u_{i}}}+u_{i}'\right)}{\partial t}}+\left({\overline {u_{j}}}+u_{j}'\right){\frac {\partial \left({\overline {u_{i}}}+u_{i}'\right)}{\partial x_{j}}}\right]=-{\frac {\partial \left({\bar {p}}+p'\right)}{\partial x_{i}}}+\mu \left[{\frac {\partial ^{2}\left({\overline {u_{i}}}+u_{i}'\right)}{\partial x_{j}\partial x_{j}}}\right]}
Examinând unul dintre termenii din partea stângă a ecuației impulsului, se observă că:
{\displaystyle \left({\overline {u_{j}}}+u_{j}'\right){\frac {\partial \left({\overline {u_{i}}}+u_{i}'\right)}{\partial x_{j}}}={\frac {\partial \left({\overline {u_{i}}}+u_{i}'\right)\left({\overline {u_{j}}}+u_{j}'\right)}{\partial x_{j}}}-\left({\overline {u_{i}}}+u_{i}'\right){\frac {\partial \left({\overline {u_{j}}}+u_{j}'\right)}{\partial x_{j}}}}
unde ultimul termen din partea dreaptă se anulează ca urmare a ecuației de continuitate. În consecință, ecuația impulsului devine:
{\displaystyle \rho \left[{\frac {\partial \left({\overline {u_{i}}}+u_{i}'\right)}{\partial t}}+{\frac {\partial \left({\overline {u_{i}}}+u_{i}'\right)\left({\overline {u_{j}}}+u_{j}'\right)}{\partial x_{j}}}\right]=-{\frac {\partial \left({\bar {p}}+p'\right)}{\partial x_{i}}}+\mu \left[{\frac {\partial ^{2}\left({\overline {u_{i}}}+u_{i}'\right)}{\partial x_{j}\partial x_{j}}}\right]}
Acum se va calcula media ecuațiilor de continuitate și impuls. Trebuie utilizate regulile pentru medierea de ansamblu, ținând cont de faptul că media produselor mărimilor fluctuante în general nu se va anula. După mediere, ecuațiile de continuitate și impuls devin:
{\displaystyle {\frac {\partial {\overline {u_{i}}}}{\partial x_{i}}}=0}
și
{\displaystyle \rho \left[{\frac {\partial {\overline {u_{i}}}}{\partial t}}+{\frac {\partial {\overline {u_{i}}}\,{\overline {u_{j}}}}{\partial x_{j}}}+{\frac {\partial {\overline {u_{i}'u_{j}'}}}{\partial x_{j}}}\right]=-{\frac {\partial {\bar {p}}}{\partial x_{i}}}+\mu {\frac {\partial ^{2}{\overline {u_{i}}}}{\partial x_{j}\partial x_{j}}}}
Folosind regula de derivare a unui produs pe unul dintre termenii din membrul stâng, se constată că:
{\displaystyle {\frac {\partial {\overline {u_{i}}}\,{\overline {u_{j}}}}{\partial x_{j}}}={\overline {u_{j}}}{\frac {\partial {\overline {u_{i}}}}{\partial x_{j}}}+{\overline {u_{i}}}{\frac {\partial {\overline {u_{j}}}}{\partial x_{j}}}}
unde ultimul termen din membrul drept se anulează ca urmare a ecuației de continuitate mediată. Ecuația impulsului mediu devine acum, după o rearanjare:
{\displaystyle \rho \left[{\frac {\partial {\overline {u_{i}}}}{\partial t}}+{\overline {u_{j}}}{\frac {\partial {\overline {u_{i}}}}{\partial x_{j}}}\right]=-{\frac {\partial {\bar {p}}}{\partial x_{i}}}+{\frac {\partial }{\partial x_{j}}}\left(\mu {\frac {\partial {\overline {u_{i}}}}{\partial x_{j}}}-\rho {\overline {u_{i}'u_{j}'}}\right)}
unde tensiunile Reynolds, {\displaystyle \rho {\overline {u_{i}'u_{j}'}},} sunt colectate împreună cu termenii normali de viscozitate și de tensiune tangențială, {\displaystyle \mu {\frac {\partial {\overline {u_{i}}}}{\partial x_{j}}}.}

## Discuție
Ecuația evoluției în timp a tensiunii Reynolds a fost dată pentru prima dată în lucrarea lui Zhou Peiyuan.  Ecuația în formă modernă este:
{\displaystyle \underbrace {\frac {\partial {\overline {u_{i}^{\prime }u_{j}^{\prime }}}}{\partial t}} _{\rm {stocare}}+\!\!\underbrace {{\bar {u}}_{k}{\frac {\partial {\overline {u_{i}^{\prime }u_{j}^{\prime }}}}{\partial x_{k}}}} _{\rm {advectia~mediata}}=-\ \underbrace {{\overline {u_{i}^{\prime }u_{k}^{\prime }}}{\frac {\partial {\bar {u}}_{j}}{\partial x_{k}}}-{\overline {u_{j}^{\prime }u_{k}^{\prime }}}{\frac {\partial {\bar {u}}_{i}}{\partial x_{k}}}} _{\rm {productia~de~tensiuni~tangentiale}}+\underbrace {\overline {{\frac {p^{\prime }}{\rho }}\left({\frac {\partial u_{i}^{\prime }}{\partial x_{j}}}+{\frac {\partial u_{j}^{\prime }}{\partial x_{i}}}\right)}} _{\rm {amestecarea~presiunii}}-\underbrace {{\frac {\partial }{\partial x_{k}}}\left({\overline {u_{i}^{\prime }u_{j}^{\prime }u_{k}^{\prime }}}+{\frac {\overline {p^{\prime }u_{i}^{\prime }}}{\rho }}\delta _{jk}+{\frac {\overline {p^{\prime }u_{j}^{\prime }}}{\rho }}\delta _{ik}-\nu {\frac {\partial {\overline {u_{i}^{\prime }u_{j}^{\prime }}}}{\partial x_{k}}}\right)} _{\rm {termeni~de~transport}}-2\nu {\overline {{\frac {\partial u_{i}^{\prime }}{\partial x_{k}}}{\frac {\partial u_{j}^{\prime }}{\partial x_{k}}}}},}
unde {\displaystyle \nu } este viscozitatea cinematică, iar ultimul termen {\displaystyle \nu {\overline {{\tfrac {\partial u_{i}^{\prime }}{\partial x_{k}}}{\tfrac {\partial u_{j}^{\prime }}{\partial x_{k}}}}}} este rata de disipație turbulentă. Această ecuație este foarte complexă. Dacă se urmărește {\displaystyle {\overline {u_{i}^{\prime }u_{j}^{\prime }}},} se obține energia cinetică turbulentă. Termenul de amestecare a presiunii este numit așa deoarece acest termen (numit și covarianța presiune–deformare) este sub ipoteza incompresibilității, ceea ce înseamnă că nu poate crea sau distruge energia cinetică turbulentă, ci o poate doar amesteca între cele trei componente ale vitezei. În funcție de aplicație, această ecuație poate cuprinde și termeni de producție a flotabilității (proporționali cu accelerația gravitațională, {\displaystyle g,}) și termeni de producție ai accelerației Coriolis (proporționali cu viteza de rotație a Pământului); acestea ar fi prezente, de exemplu, în aplicațiile atmosferice.
Întrebarea este atunci care este valoarea tensiunii Reynolds? În ultimul secol aceasta a fost subiectul unui interes și al unei modelări intense. Problema este recunoscută ca o problemă de închidere, similară cu problema închiderii din ierarhia BBGKY⁠(d). O ecuație de transport pentru tensiunea Reynolds poate fi găsită luând produsul extern al ecuațiilor fluidului pentru viteza fluctuantă cu ele înseși.
Se constată că ecuația de transport pentru tensiunea Reynolds conține termeni cu corelații de ordin superior (mai specific, corelația triplă {\displaystyle {\overline {v'_{i}v'_{j}v'_{k}}}}), precum și corelații cu fluctuațiile de presiune (adică impulsul transportat de undele sonore). O soluție comună este modelarea acestor termeni prin prescripții simple ad-hoc.
Teoria tensiunii Reynolds este destul de analoagă cu teoria cinetică a gazelor și, într-adevăr, tensorul tensiunii într-un fluid într-un punct poate fi considerat a fi media ansamblului tensiunii datorate vitezelor termice ale moleculelor într-un punct dat al fluidului. Astfel, prin analogie, tensiunea Reynolds este uneori considerată ca fiind formată dintr-o parte de presiune izotropă, denumită presiune turbulentă, și o parte în afara diagonalei, care poate fi considerată o viscozitate turbulentă efectivă.
De fapt, deși s-au depus eforturi considerabile pentru dezvoltarea unor modele eficiente pentru tensiunea Reynolds dintr-un fluid, în practică, atunci când se rezolvă ecuațiile fluidelor folosind mecanica fluidelor numerică, adesea cele mai simple modele de turbulență se dovedesc a fi cele mai eficiente. O clasă de modele, strâns legate de conceptul de viscozitate turbulentă, sunt modelele de turbulență k-epsilon⁠(d), bazate pe ecuații de transport cuplate pentru densitatea energiei turbulente {\displaystyle k} (similară cu presiunea turbulentă, adică urma tensiunii Reynolds) și rata de disipație turbulentă {\displaystyle \epsilon }.
De obicei, media este definită formal ca o medie de ansamblu, ca în teoria ansamblului statistic⁠(d). Totuși, în practică, media poate fi considerată și ca o medie spațială pe o anumită scară de lungime sau ca o medie temporală. De reținut că, deși formal legătura dintre astfel de medii este justificată în mecanica statistică a echilibrului prin teoria ergodică⁠(d), mecanica statistică a turbulenței hidrodinamice este în prezent departe de a fi înțeleasă. De fapt, tensiunea Reynolds în orice punct dat dintr-un fluid turbulent este oarecum supusă interpretării, în funcție de modul în care se definește media.